# Ivona Březinová
Ivona Březinová (ur. 12 maja 1964 w Uściu nad Łabą) – czeska pisarka, autorka książek dla dzieci i młodzieży.

## Życiorys
Urodziła się w 1964 r. w Uściu nad Łabą, gdzie ukończyła studia na Wydziale Pedagogicznym Uniwersytetu Jana Ewangelisty Purkyniego (język czeski – historia). Pracowała jako asystent w katedrze bohemistyki. Zdobyła tytuł PaedDr. Od 1996 r. zajmuje się działalnością pisarską. W swojej twórczości porusza tematy takie jak nieuleczalne choroby, inność w społeczeństwie czy zaburzenia psychiczne.
Jej twórczość była wielokrotnie nagradzana i jest przekładana na języki obce. W języku polskim ukazały się książki: „Cukierek dla dziadka Tadka”, „Chłopiec i pies” oraz „Krzycz po cichu, braciszku”.